# Руський Зязьгор
Руський Зязьго́р (рос. Русский Зязьгор) — присілок в Кезькому районі Удмуртії, Росія.
Населення — 22 особи (2010; 45 в 2002).
Національний склад станом на 2002 рік:
- удмурти — 87 %

Урбаноніми:
- вулиці — Василевська, Нагірна

## Відомі люди
В селі народилась Яшина Роза Іванівна — удмуртський лінгвіст, літературознавець.